# Wierzchownia (Ukraina)
Wierzchownia (ukr. Верхівня) – wieś w rejonie różyńskim obwodu żytomierskiego.
Siedziba dawnej gminy Wierzchownia w powiecie skwirskim na Ukrainie.

## Pałac Hańskich w Wierzchowni
Miejscowość znana z pozostałości pałacu i parku Hańskich i Rzewuskich, wybudowanego w stylu empire (klasycystycznym). Od frontu portyk z rzędem ośmiu kolumn po dwie podtrzymującymi  trójkątny fronton. Po drugiej stronie portal o sześciu kolumnach.

## Linki zewnętrzne

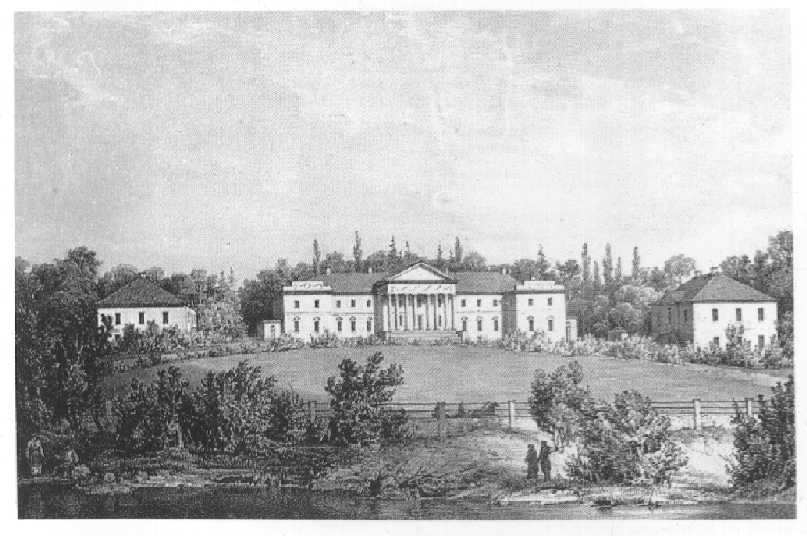
Pałac według Napoleona Ordy